# Dev
Devin Star Tailes (n. 2 iulie 1989), cunoscută ca Dev (uneori stilizat DEV), este o cântăreață, rapperiță și textieră americană.

## Discograpfie

### Albume
- The Night the Sun Came Up (2011)

### Single-uri
- Booty Bounce - (2010)
- Bass Down Low - (cu The Cataracs) (2010)
- Fireball - (2011)
- In the Dark (2011)
- Light Speed - (2011)
- Dancing Shoes - (2012)
- In My Trunk - (2012)
- Take Her From You - (2012)
- Kiss My Lips - (cu Fabolous) (2012)
- Naked - (cu Enrique Iglesias) (2012)
- Kiss It - (cu Sage the Gemini) (2013)

### Colaborări
- Like a G6 - Far East Movement ft. The Cataracs & Dev (2010)
- Backseat - New Boyz ft. The Cataracs & Dev (2011)
- Top of The World - The Cataracs ft. Dev (2011)
- She Makes Me Wanna - JLS ft. Dev (2011)
- Hotter Than Fire - Eric Saade ft. Dev (2011)
- Who's That Boy - Demi Lovato ft. Dev (2011)
- I Just Wanna Fuck - David Guetta & Afrojack ft. Timbaland & Dev (2011)
- A1 (G-Mix) - Bobby Brackins ft. Dev & Ty$ (2011)
- Hey Hey Hey (Pop Another Bottle) - Laurent Wery ft. Swift K.I.D & Dev (2011)
- We Came To Smash - Martin Solveig ft. Dev (2011)
- BAD GIRL (The Cataracs remix) - Girls' Generation ft. Dev (2011)
- Laurent Wery feat. Swift K.I.D. & Dev - Hey Hey Hey (2011-2012)
- Sunrise - The Cataracs ft. Dev (2012)
- Hotter Than Fire - Eric Saade feat. Dev (2012)
- Break Ya Back - Timbaland ft. Dev (2012)
- Danse - Mia Martina ft. Dev (2013)
- Darkest Days - Arno Cost & Norman Dorey ft. Dev (2014)
- In Depth Perception - Jamie's Elsewhere ft. Dev (2014)
- NERVO feat. Kreayshawn, Dev & Alisa - Hey Ricky (2015)
- We Rock It - Sander Kleinenberg feat. Dev (2016)
- Cash Cash ft Trinidad James, Dev & Chrish - The Gun (2016)